# Lygariá (ort i Grekland, Thessalien)
Lygariá är en ort i Grekland.   Den ligger i prefekturen Trikala och regionen Thessalien, i den centrala delen av landet, 240 km nordväst om huvudstaden Aten. Lygariá ligger 142 meter över havet och antalet invånare är 580.
Terrängen runt Lygariá är varierad. Runt Lygariá är det ganska glesbefolkat, med 42 invånare per kvadratkilometer. Närmaste större samhälle är Trikala, 9,9 km nordost om Lygariá. Trakten runt Lygariá består till största delen av jordbruksmark.